# Diecezja São João da Boa Vista
Diecezja São João da Boa Vista (łac. Dioecesis Sancti Ioannis in Brasilia) – diecezja Kościoła rzymskokatolickiego w Brazylii. Należy do metropolii Ribeirão Preto wchodzi w skład regionu kościelnego Sul 1. Została erygowana przez papieża Jana XXIII bullą In similitudinem Christi 16 stycznia 1960.